# Ойноткинова, Юлия Максимовна
Юлия Максимовна Ойноткинова (1933—2021) — советский, ойротский педагог. Народный учитель СССР (1982).

## Биография
Юлия Максимовна Ойноткинова родилась 7 ноября 1933 года в селе Паспаул Чойского района (ныне в Республике Алтай).
После окончания школы в 1951 году поступила в Горно-Алтайское педагогическое училище, которое окончила в 1955 году. 
Начала свою педагогическую деятельность в небольшом алтайском селе Бичикту-Боом Онгудайского района. В 1956 году была переведена в Шашикманскую восьмилетнюю школу. Вскоре вышла замуж за Шонкора Кумаевича Ойноткинова. Село Шашикман стало родным на долгие годы.
Кроме занятий много сил и времени отдавала внеклассной работе, беседам с родителями, составлению сценариев классных часов.
Вела в селе большую общественную работу. Избиралась депутатом Онгудайского сельсовета восьми созывов, депутатом районного Совета, возглавляла депутатскую группу с. Шашикман. Также была председателем колхозной организации общества «Знание», членом женсовета. 
В 1961-м участвовала в научно-практической конференции при Министерстве образования РСФСР. В 1968 году избралась делегатом на Третий съезд учителей области. Была награждена бесплатной путевкой в ГДР. Избралась председателем областного Детского фонда имени В.И. Ленина (на общественных началах). 
В 1965 году поступила на заочное отделение историко-филологического факультета Горно-Алтайского педагогического института по специальности «русский язык и литература». 
С 1972 года стала преподавать русский язык и литературу.
В 1984-м была избрана делегатом на VIII Горно-Алтайскую конференцию работников просвещения, где ей вручили профсоюзную премию. В том же году была делегирована в Москву на конференцию Комитета советских женщин от Горно-Алтайской автономной области, где избрали непосредственно в Комитет.
После переезда из Шашикмана в Горно-Алтайск работала в областном Институте усовершенствования учителей (1987—1996) заведующей кабинетом русского языка и литературы национальных школ.
Супруг — Ойноткинов Шонкор Кумаевич (1930 — 2023), педагог и общественный деятель, ветеран труда, отличник народного образования РСФСР, удостоен звания “Почетный гражданин Республики Алтай”.
Дочь — Ольга Шонкоровна Ойноткинова, врач-кардиолог, доктор медицинских наук, профессор, заслуженный врач РФ.
Юлия Максимовна Ойноткинова умерла 30 ноября 2021 года.

## Награды и звания
- Заслуженный учитель школы РСФСР (1972)
- Народный учитель СССР (1982)
- Медаль «За доблестный труд»
- Значок «Отличник народного просвещения РСФСР» (1968)
- Почётная грамота Министерства просвещения РСФСР (1960)
- «Наставник молодежи» (1982)
- Почётная грамота — за добросовестный труд в деле повышения педагогического мастерства работников образования Республики Алтай (1993)
- Почётная грамота — за многолетний самоотверженный учительский труд и в связи с 70-летним юбилеем (2003)
- Её портрет был занесён на краевую галерею передовиков производства в Москве при Министерстве просвещения РСФСР и на ВДНХ.